# ATR 42
ATR 42 – samolot pasażersko-transportowy, turbośmigłowy górnopłat krótkiego zasięgu, produkowany przez włosko-francuskie przedsiębiorstwo lotnicze ATR (wł.: Aerei da Trasporto Regionale, franc.: Avions de Transport Régional). Występują cztery wersje – ATR 42-300, ATR 42-320, ATR 42-500 i ATR 42-600. Różnią się przede wszystkim zespołem napędowym. Samolot jest eksploatowany na regionalnych trasach przez  m.in. Air Tahiti, DAT, FedEx Express, Olympic Air, Pakistan International Airlines. 

## Dane techniczne
| Model                             | ATR 42-300                 | ATR 42-320                 | ATR 42-500                | ATR 42-600                |
| --------------------------------- | -------------------------- | -------------------------- | ------------------------- | ------------------------- |
| Długość                           | 22,67 m                    | 22,67 m                    | 22,67 m                   | 22,67 m                   |
| Rozpiętość skrzydeł               | 24,57 m                    | 24,57 m                    | 24,57 m                   | 24,57 m                   |
| Wysokość                          | 7,59 m                     | 7,59 m                     | 7,59 m                    | 7,59 m                    |
| Szerokość kabiny                  | 2,57 m                     | 2,57 m                     | 2,57 m                    | 2,57 m                    |
| Wysokość kabiny                   | 1,91 m                     | 1,91 m                     | 1,91 m                    | 1,91 m                    |
| Zasięg (2 pilotów i 46 pasażerów) | 630 NM ~ 1.150 km          | 630 NM ~ 1.150 km          | 840 NM ~ 1.550 km         | 703 NM ~ 1.300 km         |
| Prędkość                          | 265 węzłów ~ 491 km/h      | 269 w ~ 498 km/h           | 300 w ~ 556 km/h          | 300 w ~ 556 km/h          |
| Maks. masa startowa               | 16700 kg                   | 16700 kg                   | 18600 kg                  | 18600 kg                  |
| Maks. dopuszcz. ładowność         | 4950 kg                    | 4950 kg                    | 5450 kg                   | 5300 kg                   |
| Maks. ilość paliwa                | 4500 kg                    | 4500 kg                    | 4500 kg                   | 4500 kg                   |
| Maks. liczba pasażerów            | 50                         | 50                         | 50                        | 50                        |
| Silniki (2×)                      | PW120 2000 KM              | PW121 2100 KM              | PW127 2400 KM             | PW127 2400 KM             |
| Śmigła (2×)                       | Hamilton Standard 4 łopaty | Hamilton Standard 4 łopaty | Hamilton Standard 6 łopat | Hamilton Standard 6 łopat |

## Galeria

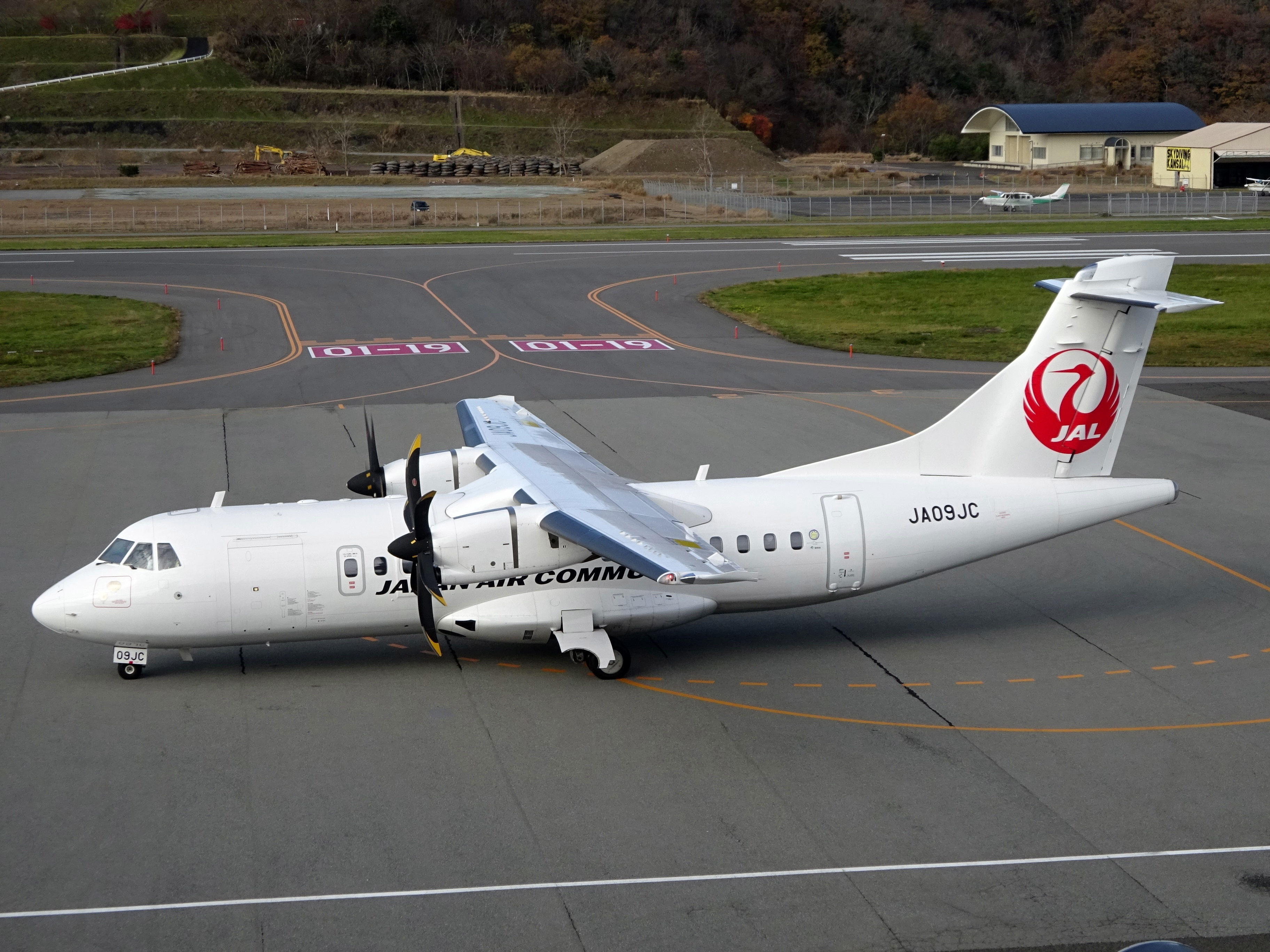
ATR 42-600 w barwach linii Japan Air Commuter
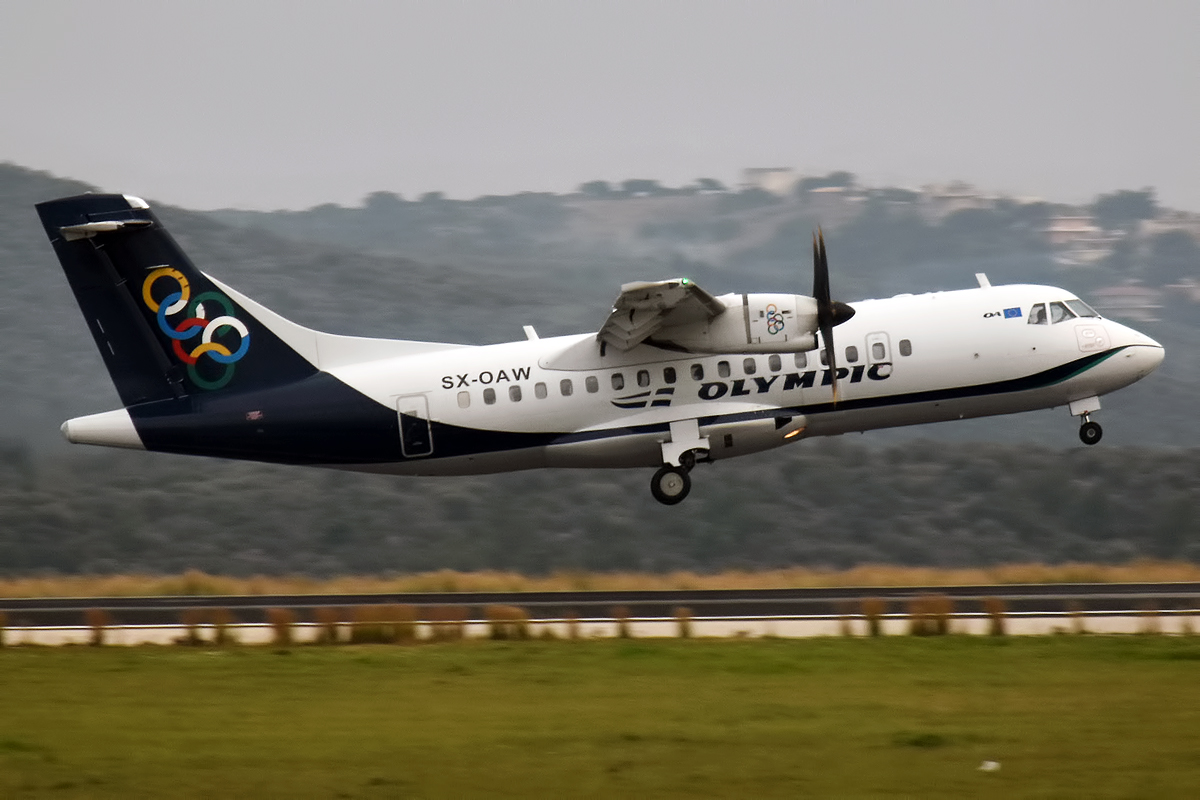
ATR 42-600 w barwach linii Olympic Air
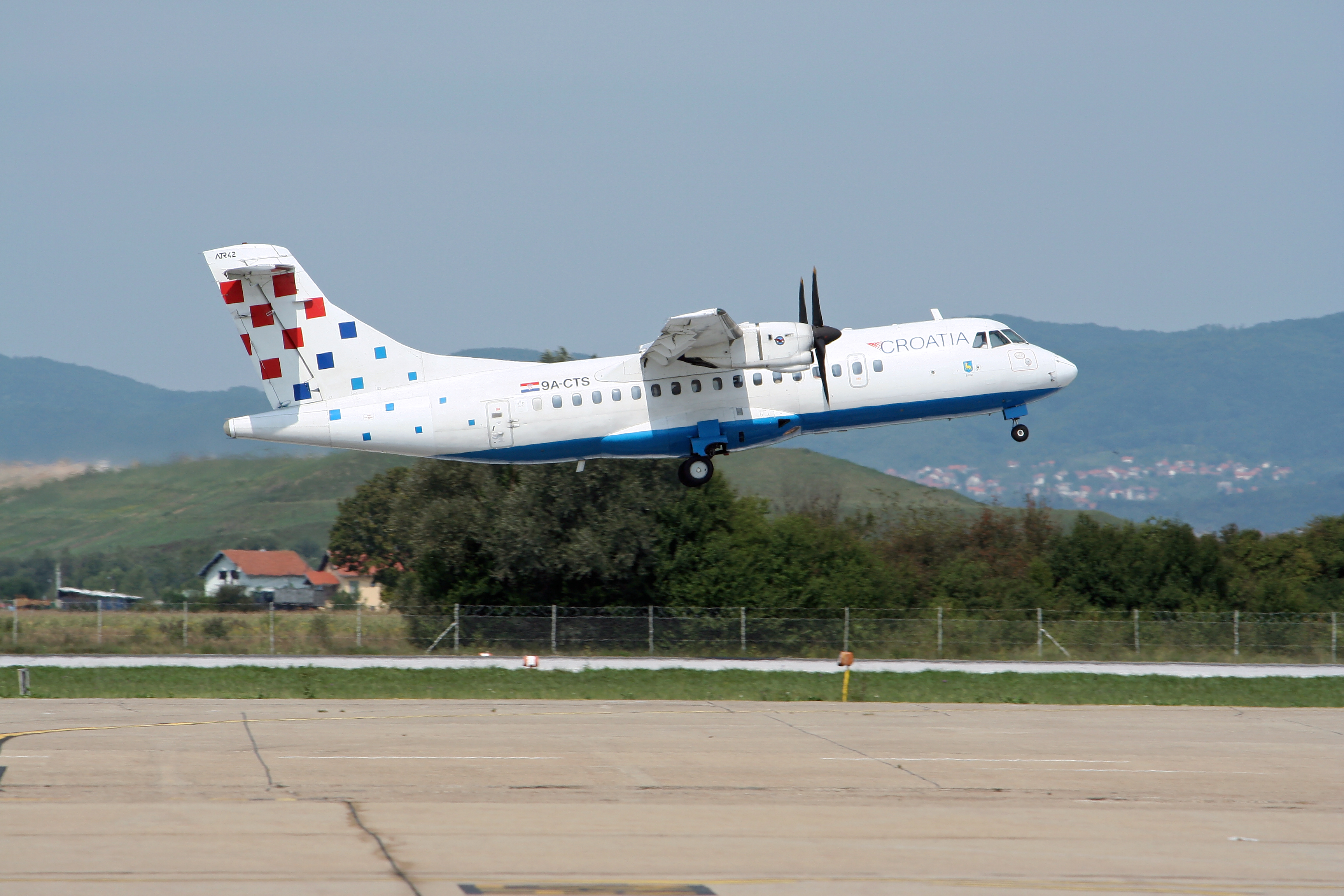
ATR 42-300 startujący z Portu lotniczego Zagrzeb
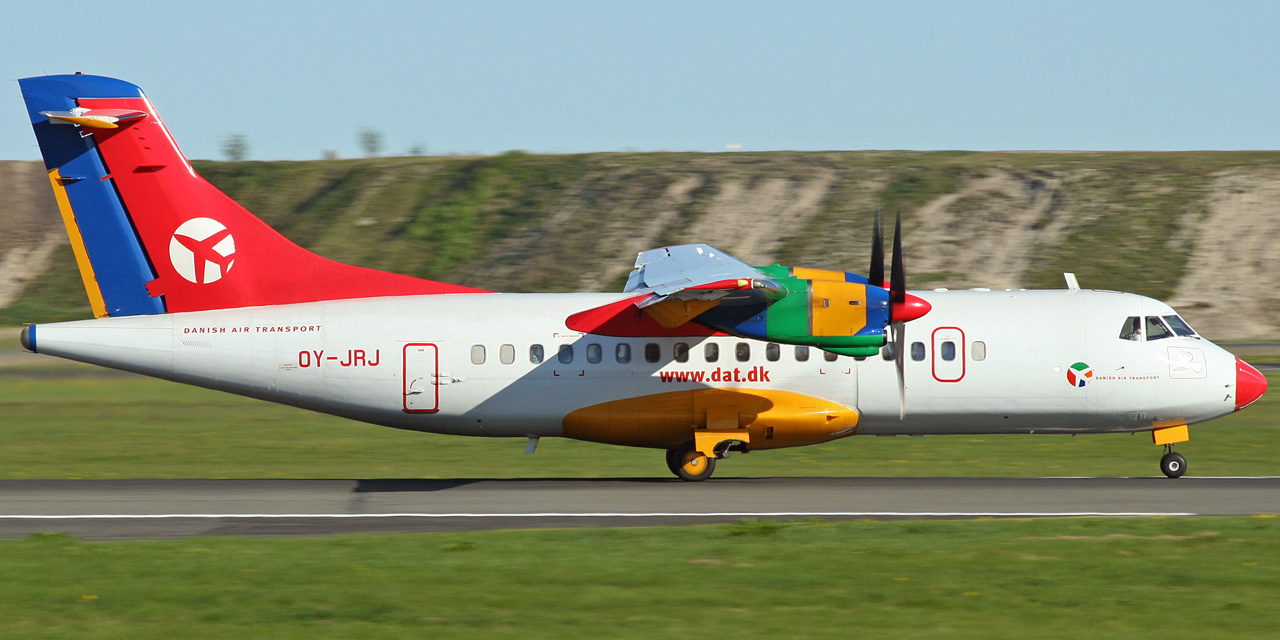
ATR 42-600 w barwach linii DAT w Porcie lotniczym Kopenhaga-Kastrup